# 磐瀬太郎
磐瀬 太郎（いわせ たろう、1906年5月3日 - 1970年2月28日）は、日本の蝶学の研究者・愛好者・アマチュア研究の指導者。
東京都文京区出身。日本鱗翅学会会長（1967-70年）。妻は浜口吉右衛門長女文子。従姉妹に童謡歌手の平山美代子。妻の従姉妹に嵯峨浩がいる。

## 経歴
1906年、文京区駒込西片町(現・文京区西片)に東京帝国大学名誉教授、宮内庁御用掛侍医、医学博士磐瀬雄一の長男として生まれる。1919年東京高等師範学校付属小学校を卒業。同付属中学を卒業。父雄一より標本、採取道具等を譲り受け、東京谷中墓地等で蝶の採取を経験する。
中学在学中の1921年、初めての論文「アゲハ蝶類の草食及び食物に就いて」を「昆虫世界」(第25号)に発表。
1930年東京大学経済学部を首席で卒業。恩賜の銀時計を授与される。
1930年横浜正金銀行に入行。上海支店に駐在、大陸の蝶に接した。1939年父とともに集めた蝶の標本と文献(Adalbert Seitz等)を天覧に供する。
1942年内閣研究所に出向。総力戦研究所に入所（第2期生）、日米戦争の予測を経済シミュレーションに基づき行った。
1944年東京銀行調査部長となる。1949年病気のため東京銀行を退職。愛好家として蝶の研究を続け、また後輩を指導した。
自宅にて鎌倉蝶話会を主宰し、少年時代の養老孟司はそのメンバーであった。1992年、日本蝶類学会に磐瀬太郎賞が設置される。

## 著書
- アマチュアの蝶学 (磐瀬太郎集) 単行本 – 1984/4  築地書館 (1984/04) 日本語 ISBN 978-4806722816
- 磐瀬太郎集 (1984年) 築地書館 (1984/04) ASIN: B000J72OVW 発売日： 1984/04
- 日本蝶命名小史 (磐瀬太郎集) 築地書館 (1984/04)日本語 ISBN 978-4806722809： 1984/04
- 日本昆虫記　共著　講談社　1959年　NDC +486